# Begraafplaats van Hulste
De Begraafplaats van Hulste is een gemeentelijke begraafplaats in Hulste, een deelgemeente van de Belgische stad Harelbeke. De begraafplaats ligt aan de Tieltsestraat op 270 m ten noorden van het dorpscentrum (Sint-Pieterskerk). Het terrein heeft een nagenoeg vierkantig grondplan met een oppervlakte van ruim 9.280 m² en wordt omsloten door een haag. Vanaf de straat en een tweedelig traliehek leidt een pad van 55 m, omzoomd met bomen, naar het gedeelte met de graven. 
Op de begraafplaats liggen meer dan 160 Belgische gesneuvelden en oud-strijders uit de beide wereldoorlogen, gemarkeerd met eenvormige grafzerken. 
De begraafplaats staat sinds 2009 op de lijst van Onroerend Erfgoed.

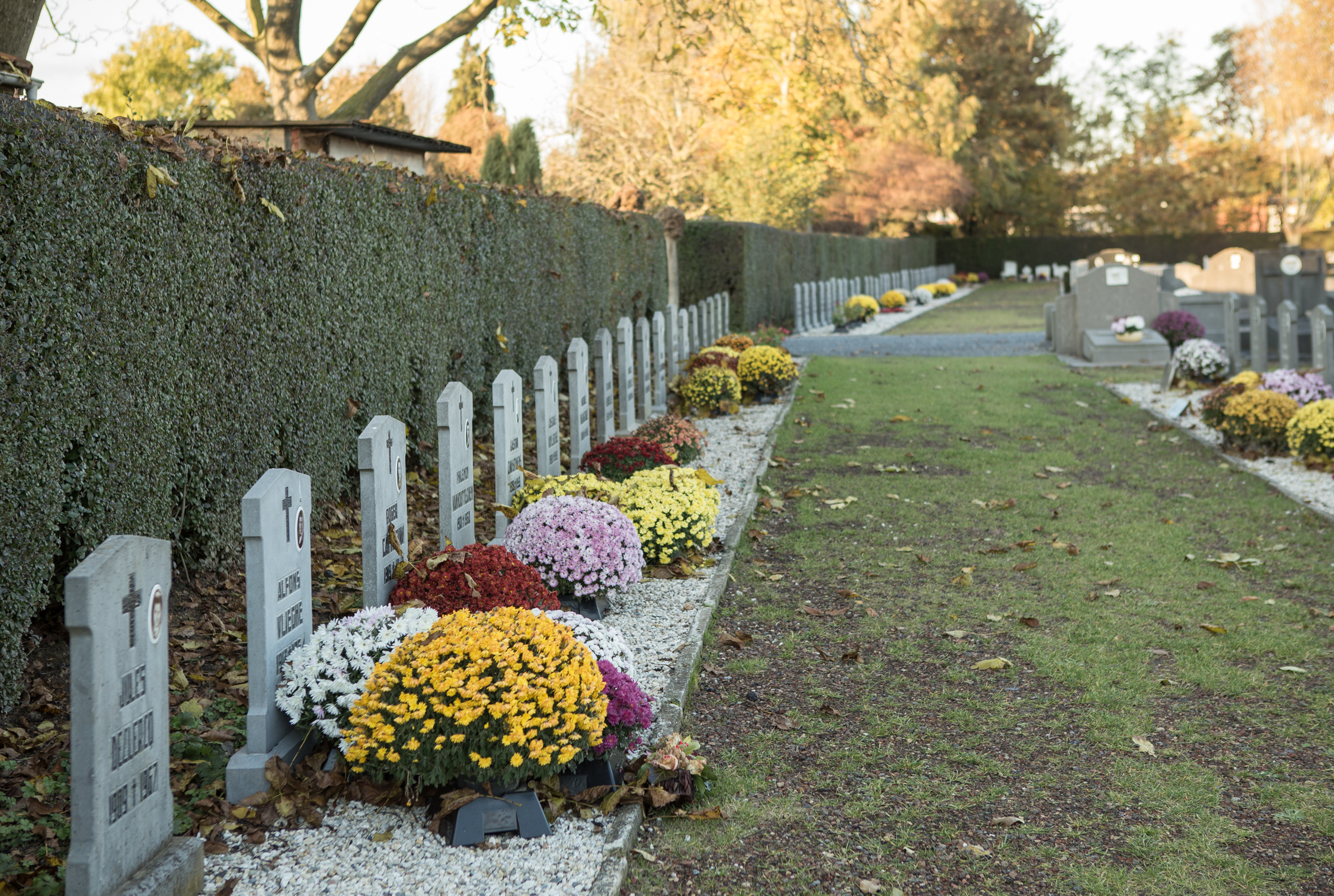
Belgische graven

## Brits oorlogsgraf
Tussen de Belgische graven ligt het graf van de Britse onderluitenant Walter Greensted. Hij diende bij de Royal Field Artillery en sneuvelde op 22 oktober 1918.
Zijn graf wordt onderhouden door de Commonwealth War Graves Commission en staat er geregistreerd onder Hulste Communal Cemetery.
In 2018, honderd jaar na de sterfdatum van W. Greensted hebben nabestaanden een houten zitbank geschonken aan het dorp als dank voor de jarenlange eer aan hun familielid en de warme ontvangst bij hun talrijke bezoeken aan het graf.

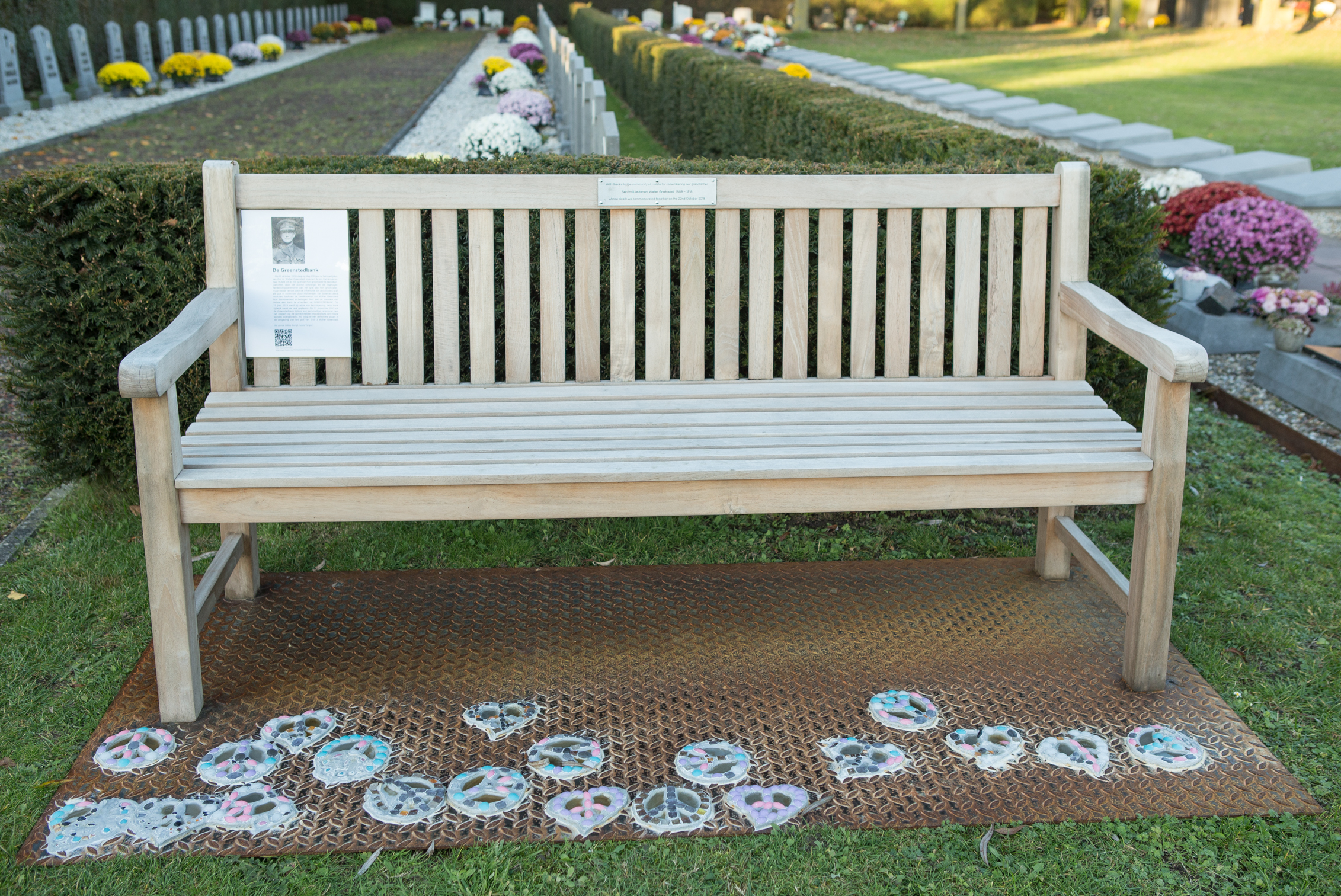
Greenstedbank